# Elecciones presidenciales de Chad de 1969

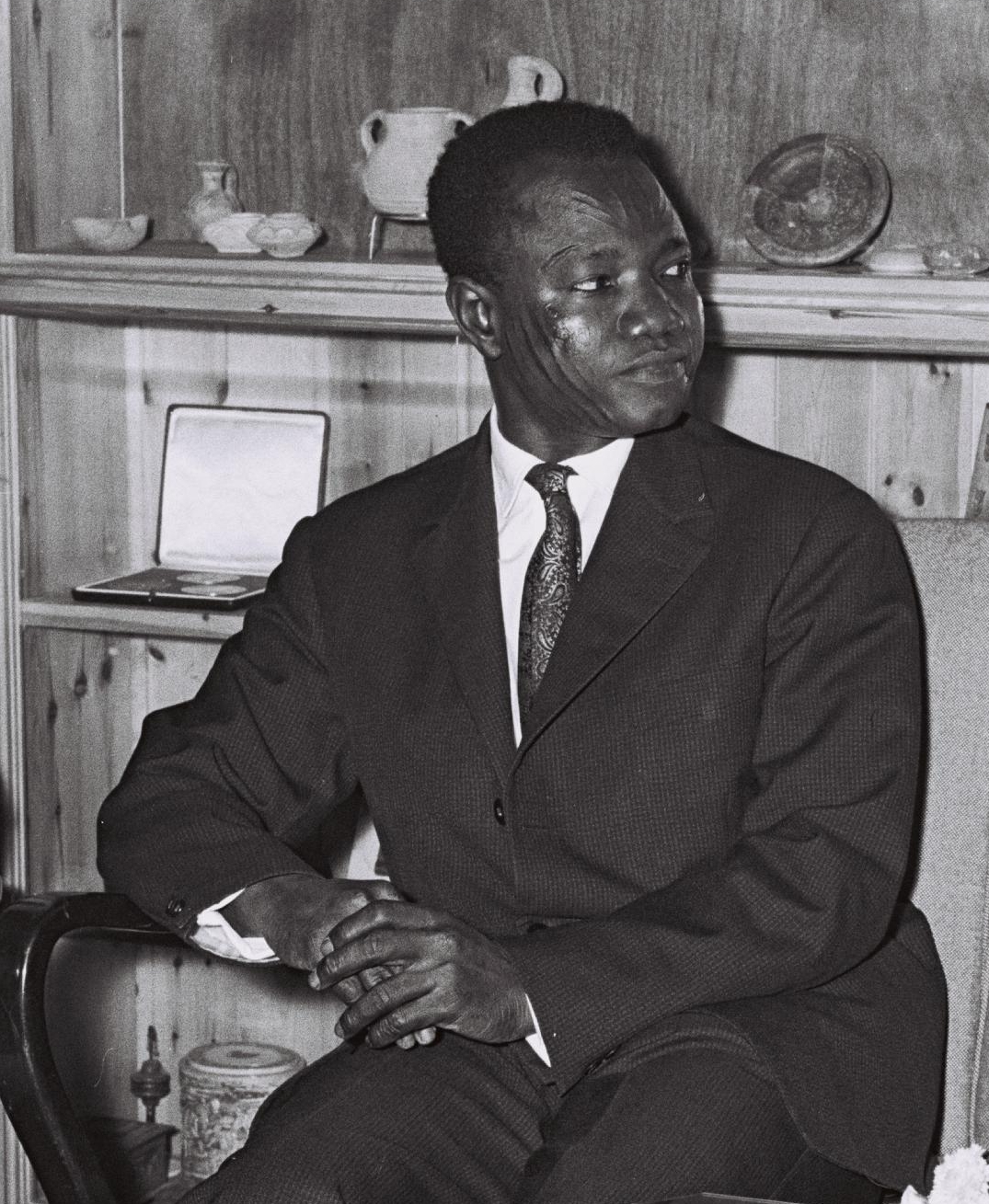
François Tombalbaye obtuvo la victoria, tras ser el único candidato en postularse al cargo. Gobernó hasta el año 1975.

Las elecciones presidenciales directas fueron realizadas por primera vez en Chad el 15 de junio de 1969. Anteriormente el presidente había sido elegido por un colegio electoral, pero en un intento de movilizar apoyo popular, el presidente en funciones François Tombalbaye efectuó comicios directas. Debido a que el país estaba regido bajo un partido único, Tombalbaye, respaldado por el Partido Progresista de Chad, se postuló sin opositor alguno, obteniendo la victoria absoluta. La participación electoral fue de un 93.0%.

## Resultados
| Candidato               | Partido                     | Votos     | %    |
| ----------------------- | --------------------------- | --------- | ---- |
| François Tombalbaye     | Partido Progresista de Chad | 1 556 113 | 100  |
| Votos en blanco/nulos   | Votos en blanco/nulos       | 6026      | –    |
| Total                   | Total                       | 1 562 139 | 100  |
| Participación electoral | Participación electoral     | 1 678 979 | 93.0 |
| Fuente: Nohlen et al.   |                             |           |      |